# Martina Dědičová
Martina Dědičová (* 16. října 1967 Kladno ) je česká malířka. Zabývá se tvorbou velkých formátů s rastrem, složitou geometrií a figurálním motivem; také tvoří digitální grafiku.

## Výstavy

### Kolektivní výstavy

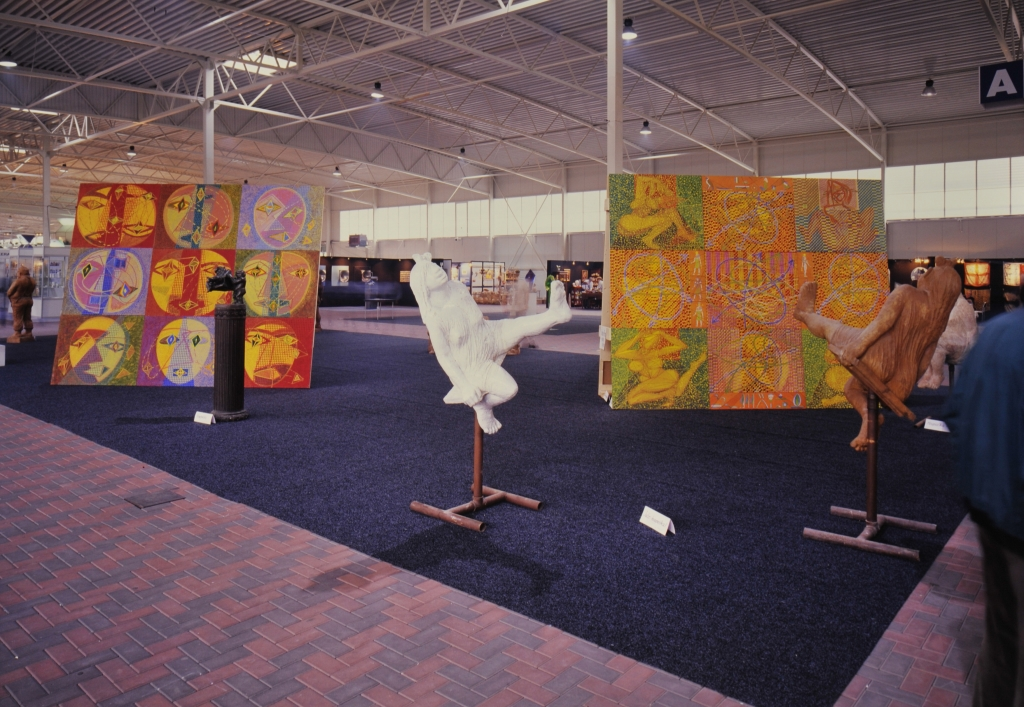
Výstava Martiny Dědičové a Bohumila Zemánka - 1999 - Praha Veletrh - "Sicilium Bohemica"

- 1994 - Kutná Hora, Sankturinský dům - „Žena v množném čísle“ - (Nové sdružení pražských umělců)
- 1994 - Kutná hora, Sankturinský dum - „Něco o malbě“ - (Nové sdružení pražských umělců)
- 1994 - Brno, Antikvariát PB, (samostatná výstava)
- 1995 - Praha, Komerční banka - „Vyhnání z ráje“ - (samostatná výstava)
- 1995 - Praha, Komerční banka - (výstava Femina arts)
- 1996 - Litoměřice - (výstava Femina arts)
- 1996 - Praha, Chodovská tvrz - (Nové sdružení pražských umělců)
- 1996 - Týnec nad Sázavou, Galerie u Rotundy - (výstava Femina arts)
- 1996 - Kladno, Galerie Bohemia art - (výstava Femina arts)
- 1997 - Žďár nad Sázavou, Konvent kláštera - (výstava Femina arts)
- 1997 - Praha, Mánes - "Práce na papíře" - (Nové sdružení pražských umělců)
- 1998 - Praha, Strahovský klášter
- 1999 - Praha, Veletrh - „Sicilium Bohemica“ - (Výstava Martina Dědičová a Bohumil Zemánek)
- 2012 - Praha, Vltavín - „Digitální paleta“ - (samostatná výstava)
- 2021 - Praha, Kampa, Pohořelec, Petřín